# You Cross My Path
You Cross My Path — десятый студийный альбом британской рок-группы The Charlatans, изданный 3 марта 2008 года самостоятельно в виде бесплатной загрузки с сайта радиостанции Xfm и затем на физических носителях лейблом Cooking Vinyl. После промоушена девятого студийного альбома группы Simpatico (2006) фронтмен Тим Бёрджесс и менеджер Алан МакГи придумали идею раздавать свою музыку бесплатно. Гитарист Марк Коллинз и клавишник Тони Роджерс приехали к Бёрджессу в Лос-Анджелес, штат Калифорния, где написали новый материал, а затем в начале 2007 года провели джем-сейшены со всей группой. Сессии звукозаписи проходили в Голливуде (Калифорния), Блессингтоне (Ирландия) и Чешире (Большой Манчестер), при этом Роджерсу был предоставлен отдельный продюсерский кредит, не зависящий от группы. You Cross My Path — это электро- и поп-альбом, напоминающий работы Kasabian, New Order и Simple Minds. После регги-направления Simpatico, орган Роджерса вернулся на передний план звучания группы на You Cross My Path.
You Cross My Path получил в целом благоприятные отзывы от музыкальных критиков, многие из которых хвалили авторство песен, хотя некоторые были менее восторженны по поводу их качества. Альбом занял 25 место в Шотландии, 39 место в Великобритании и 96 место в Ирландии. После того как их бывший лейбл закрылся, Charlatans объявили о своём решении выпустить альбом бесплатно. Некоторые авторы посчитали, что они копируют Radiohead, которые в тот же день объявили, что будут придерживаться подобной стратегии с альбомом In Rainbows (2007). Композиция «You Cross My Path» была выпущена в качестве лид-сингла с одноимённого альбома в октябре 2007 года, а в следующем месяце был организован тур по Великобритании. «Oh! Vanity» был выпущен в качестве второго сингла в феврале 2008 года, за ним последовал «The Misbegotten» в мае 2008 года. В том же месяце на лейбле Cooking Vinyl был выпущен на физических носителях альбом You Cross My Path, в поддержку которого Charlatans отправились в турне по Великобритании. Песня «Mis-Takes» стала четвёртым синглом с этого альбома в июле 2008 года; в течение следующих двух месяцев они выступили на нескольких фестивалях, а в конце года провели концертное шоу в Новой Зеландии.

## Отзывы
| Совокупная оценка    | Совокупная оценка |
| Источник             | Оценка            |
| -------------------- | ----------------- |
| Metacritic           | 69/100            |
| Оценки критиков      |                   |
| Источник             | Оценка            |
| AllMusic             | [ 2 ]             |
| The Austin Chronicle | [ 3 ]             |
| Drowned in Sound     | 5/10              |
| Gigwise              | [ 5 ]             |
| The Independent      | [ 6 ]             |
| musicOMH             | [ 7 ]             |
| The Observer         | [ 8 ]             |
| Pitchfork            | 6/10              |
| PopMatters           | 8/10              |
| Yahoo! Launch        | [ 11 ]            |

You Cross My Path был встречен музыкальными критиками в целом благосклонно. На сайте Metacritic, который присваивает нормализованный рейтинг из 100 баллов рецензиям основных изданий, альбом получил средний балл 69, основанный на 14 рецензиях.
Многие рецензенты похвалили авторские песни, назвав их лучшим релизом группы за последние несколько лет. Эрлевайн сказал, что они усилили «ритмы и рисковали в своём производстве, не отказываясь от классических структур, на которые они опирались со времён своего альбома, названного их именем». Он считает, что треки «не растут, они сиюминутны — но что привлекает, так это разнообразие звуков», поскольку они «снова рискуют, не теряя своей индивидуальности». Михаэла Аннот из Drowned in Sound написала, что альбом «решительно поддерживает тот же стиль музыки, который они предлагали на протяжении последних двадцати лет». Её единственная проблема — «вокал Бёрджесса и заунывная лирика», и хотя это не «бодрящее варево», смесь «вихрящегося Хаммонда и задумчивого баса и ударных большую часть времени остаётся по правую сторону от тепловатой». Гилл назвал альбом «триумфальным подтверждением основных качеств группы», добавив, что «какое бы предательство или разочарование ни постигло Бёрджесса, оно явно не ослабило ни его дух, ни умение группы создавать увлекательные мелодии». Джон Бергстром из PopMatters написал, что это «лучший альбом группы за десятилетие, не говоря уже об одном из лучших альбомов года, что является некоторым сюрпризом». Он отметил, что «будь то отчаяние, вдохновение или и то, и другое, они звучат увереннее, чем со времён своего расцвета». Рецензент из The Line of Best Fit Рич Тейн, чей интерес к группе с годами ослабел, был удивлён, сказав, что они «снова изобрели себя». Автор The Observer Джим Батлер сказал, что группа «никогда не боялась заявлять о своих влияниях», продемонстрировав здесь влияние New Order, и «в результате […] получился мелодичный и жёсткий триумф».

### Признание
В 2020 году Берджесс отметил, что «это было довольно радикальным, панковским поступком […] Мы получили миллион скачиваний и впервые выступили в Австралии, так что что-то хорошее из этого вышло». Актер Хоакин Феникс выразил восхищение альбомом, и в итоге работал с Берджессом в течение двух месяцев над некоторыми песнями несколько лет спустя.

## Список композиций
Все песни написаны Мартином Блантом, Джоном Бруксом, Тимом Бёрджессом, Марком Коллинзом и Робом Коллинзом.
1. «Oh! Vanity» — 3:57
2. «Bad Days» — 3:28
3. «Mis-Takes» — 3:25
4. «The Misbegotten» — 4:13
5. «A Day for Letting Go» — 2:52
6. «You Cross My Path» — 4:05
7. «Missing Beats (Of a Generation)» — 3:38
8. «My Name Is Despair» — 4:19
9. «Bird» — 2:38
10. «This Is the End» — 4:28

## Чарты
| Чарт (2008)                       | Высшая позиция |
| --------------------------------- | -------------- |
| Ирландия (IRMA)                   | 96             |
| Шотландия (Scottish Albums Chart) | 25             |
| Великобритания (UK Albums Chart)  | 39             |